# Borsig
Borsig - берлінське машинобудівне підприємство, засноване Августом Борзигом в 1837.

## Зноски
1. 1 2 3  Архів преси XX століття — 1908.
2. ↑  BORSIG Unternehmenschronik 1837-2010 [Архівовано 2022-10-21 у Wayback Machine.] (PDF; 6,8 MB)